# Pålkem
Pålkem (lulesamiska: Bålggem; meänkieli: Palkima), även Vitträsk, är en by i sydligaste delen av Gällivare kommun i Lappland i Norrbottens län.
Pålkem ligger i Gällivare socken, strax nordost om Pålkemjaure (241 meter höver havet). Cirka två kilometer nordost om Pålkem flyter Spikälven.
Ortens kyrka heter Pålkems kyrka, ibland kallas den Vitträsks kyrka. Kyrkogården ligger uppe på sydöstra delen av Hemberget. Öster om byn ligger det större berget Storspiken (396 meter över havet), över vars topp lappmarksgränsen går. På andra sidan berget ligger med andra ord Norrbotten (Gunnarsbyns församling, Bodens kommun).
Länsväg BD 813 genomkorsar orten. Tidigare låg här Pålkems jordbruks- och lanthushållsskola som uppfördes med medel donerade av Lotty Bruzelius. Skolan kom från 1935 att finansieras med skattemedel; under läsåret 1943/1944 fick man 27 340 kronor, varav 12 240 kronor gick till lön åt föreståndaren, husmor och trädgårdsmästaren, 2 500 kronor till ersättning åt extra lärare, m. m., samt 12 600 kronor till underhåll åt elever. Skolan stängde 1961.

## Ortnamnet
Namnet Pålkem betyder "Tramp (Berget)". 